# Serhat Kot
Serhat Kot (* 12. August 1997 in Bielefeld) ist ein deutsch-türkischer Fußballspieler.

## Werdegang

### Fußballerische Vereinskarriere
Der Mittelfeldspieler Serhat Kot begann seine Karriere im Alter von fünf Jahren beim VfL Schildesche und wechselte vier Jahre später zum VfL Theesen. Im Alter von zwölf Jahren wechselte Kot in die Jugendabteilung von Borussia Dortmund. Für die Dortmunder absolvierte er 49 Spiele in der B-Junioren-Bundesliga und erzielte dabei zehn Tore. In der A-Jugend kam Kot einmal in der UEFA Youth League zum Einsatz, bevor er zur Rückrunde der Saison 2014/15 zum Ligarivalen FC Schalke 04 wechselte. In der Saison 2015/16 ging es für Kot dann weiter zu Preußen Münster. In der A-Junioren-Bundesliga kam Serhat Kot auf 32 Spiele und sechs Tore.
Nach seiner Jugendzeit wechselte Kot zum türkischen Viertligisten Altay İzmir, kehrte aber bereits im Januar 2017 nach Deutschland zurück. Er schloss sich der zweiten Mannschaft des 1. FC Nürnberg an, für die er 13 Mal ohne Torerfolg in der Regionalliga Bayern zum Einsatz kam. Im Sommer 2017 wechselte Serhat Kot dann erneut in die Türkei und spielte fortan für die zweite Mannschaft von Fenerbahçe Istanbul. Am 11. Februar 2018 gab Kot sein Profidebüt in der ersten Mannschaft beim Süper-Lig-Spiel von Fenerbahçe bei Istanbul Başakşehir FK. Beim 2:0-Sieg seiner Mannschaft wurde Serhat Kot für Alper Potuk eingewechselt. Zur Saison 2019/20 wechselte  er in die Niederlande zum Zweitligisten MVV Maastricht.

### Sonstiges
Für die türkische U16-Nationalmannschaft absolvierte Kot im März 2013 zwei Einsätze, in denen er ohne Torerfolg blieb. Neben seiner Fußballkarriere war Kot im Futsal für den MCH Futsal Club Sennestadt aktiv.